# Erich Bornberg-Bauer
Erich Bornberg-Bauer (* 1963 in Wien) ist ein österreichischer Biochemiker, Theoretischer Biologe und Bioinformatiker.

## Leben
Bornberg-Bauer wurde nach Studien der Biochemie, Physik und Mathematik 1995 am Institut für Theoretische Chemie der Universität Wien bei Peter Schuster zum Thema Vergleich der evolutionären Fitnesslandschaften von RNA und Proteinen promoviert. Nach einer kurzen Zeit als Universitätsassistent am Institut für Mathematik der Universität Wien arbeitete er bis 1998 als Post-Doktorand bei Martin Vingron am Deutschen Krebsforschungszentrum in Heidelberg an Algorithmen zur Sequenzanalyse und bis 2000 als Projektleiter am EML (heute Teil des Heidelberger Institut für Theoretische Studien) bevor er an die University of Manchester als Senior Lecturer in Bioinformatics wechselte. Seit 2003 ist er Professor für Molekulare Evolution und Bioinformatik am Institut für Evolution und Biodiversität der Universität Münster. Seit 2018 ist er Guest Scientist am Max-Planck-Institut für Biologie Tübingen.

## Forschung
Bornberg-Bauer beschäftigte sich mit Aspekte von RNA- und Proteinevolution, vor allem mit Fragen der neutralen Evolution sowie der Evolvierbarkeit und Robustheit gegen Mutationen. Hier entwickelte er mit Hue Sun Chan (Toronto) das Konzept des Superfunnels auf neutralen Netzen, welches postuliert, wie molekulare Populationen mittels Gendrift den Sequenzraum explorieren, um Übergangssequenzen (Switches) zu neuen Netzwerken zu finden. Er leitete auch die Ausarbeitung des Konzeptes eines look ahead-Effektes, das postuliert, dass phänotypische Mutationen helfen, den Sequenzraum rascher zu durchwandern und somit die Wahrscheinlichkeit für sonst extrem unwahrscheinliche nützliche Doppelmutationen (Epistasis) drastisch erhöhen. Seit 2005 beschäftigt er sich auch mit Fragen der modularen Evolution von Proteinen und seit auch 2010 mit der Frage, ob und wie aus nicht-kodierenden DNA-Abschnitten völlig neue de novo Protein-kodierende Gene entstehen können. Viele dieser Ansätze konnten in mehreren Genomanalysen, vor allem an sozialen Insekten erfolgreich Anwendung finden.
Seine Arbeiten sind vorwiegend computativ, aber seit einiger Zeit auch mit Experimenten zur gerichteten Evolution von promisken (multifunktionalen) Enzymen und der Analyse von De novo-Proteinen gekoppelt. Bornberg-Bauers Arbeiten wurden unter anderem von der Deutschen Forschungsgemeinschaft, der Volkswagenstiftung, der Europäischen Kommission und 2006, 2013, 2018 und 2023 mit Forschungsgeldern des Human Frontier Science Program gefördert. Seit 2021 leitet Bornberg-Bauer das Schwerpunktprogramm „Die genomischen Grundlagen evolutionärer Innovationen (GEvol)“ der Deutschen Forschungsgemeinschaft.